# 二人の男と飲む女
『二人の男と飲む女』（ふたりのおとことのむおんな、蘭: Vrouw drinkt met Twee Mannen、英: A Woman Drinking with Two Men）は、オランダ黄金時代の画家ピーテル・デ・ホーホが1658年ごろ、キャンバス上に油彩で制作した風俗画である。1871年に第2代準男爵ロバート・ピール卿から購入されて以来、ロンドン・ナショナル・ギャラリーに所蔵されている。

## 作品

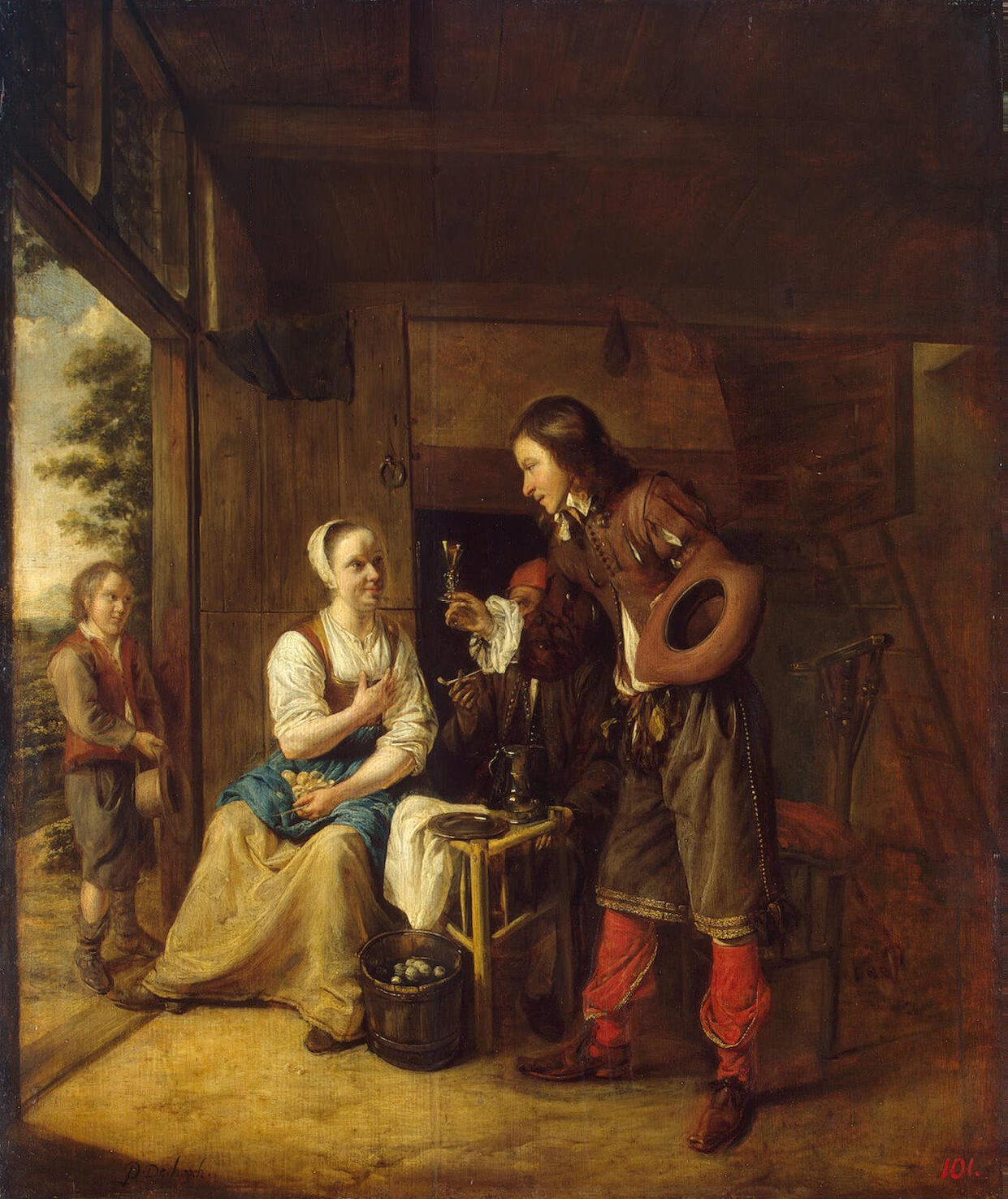
ピーテル・デ・ホーホ『女にワイングラスを差し出す男』 (1653年ごろ)、エルミタージュ美術館、サンクトペテルブルク

1657年以前のド・ホーホは、村の居酒屋における兵士の休息や娯楽をもっぱら描いていた。1658年ごろの作品である本作は、明晰きわまる現実的な室内空間の設定と陽光の精緻な描写を特色とする画家の新たな傾向を示している。
左側の窓から陽光が差し込む明るい部屋の中で、窓際に置かれたテーブルを囲んで2人の若い男が鑑賞者に背を向けて立つ娘とにこやかに談笑している。右側では、1人の女の召使が暖炉の前にたたずんでいる。19世紀初頭の競売目録の記載に記述されている通り、手に白く長いパイプを2本交差させて持ち、正面向きに座っている男は、それをヴァイオリンに見立てて弾くふりをしているように見える。もう1人の男も指揮者のように右手でデュエットのリズムをとる身振りをしているところから、デ・ホーホは当初、娘が歌を歌っているところを描くつもりであったと思われる。
この部屋にはミステリーのような雰囲気がある。左側に立っている女は背を向けているため、顔の表情はわからず、左手でどんな動作をしているのかもわからない。おそらく、右手に持つワイングラスを満たした水差しを持っているのであろう。あるいは、彼女は歌いながら、水差しを胸にあてているのかもしれない。
異なる解釈の余地を残す場面は、17世紀オランダ絵画に典型的なものである。音楽の集いの場面は純粋な娯楽を表す場合もあり、卑猥な会合を表す場合もあって、とりわけ意味的に曖昧なものであった。本作に関しては、描かれている場面が娯楽を表しているかどうか以前に、音楽の集いであるかどうかさえ定かではない。実際、デ・ホーホは、曖昧さを増すために画面に変更を加えたのかもしれない。赤外線画像では、場面に石炭を運んでいる召使の女の左側にもう1人の白髭の男 (おそらく彼女と戯れていた) が描かれていたことが判明している。彼は召使が描き加えられる前に消去されたのかもしれないが、そうでなければ、画家は男女の戯れの印象を減じるために彼を消去したのであろう。
男が消去されていなければ、彼と召使の2人は暖炉上の絵画の意味を強調していたことであろう。聖母マリアの教育を表す絵画は、彼女が母親の聖アンナの前に跪いている姿を表しており、若い女性に徳を教える究極の例である。召使の女を誘惑しようとする男の上に掛けられた絵画により、情景の意味は明らかになっていたと思われる。しかし、誘惑者の男がいなくなり、意味は曖昧になっている。とはいえ、誘惑の空気は潜在的にあり、それは左側の男たちがワイングラスを持つ女に向ける非常な注意と、市松模様のタイルの床に放り出された、破損したパイプによって示唆されている。また、タバコとアルコールは、催淫剤と見なされていたものである。

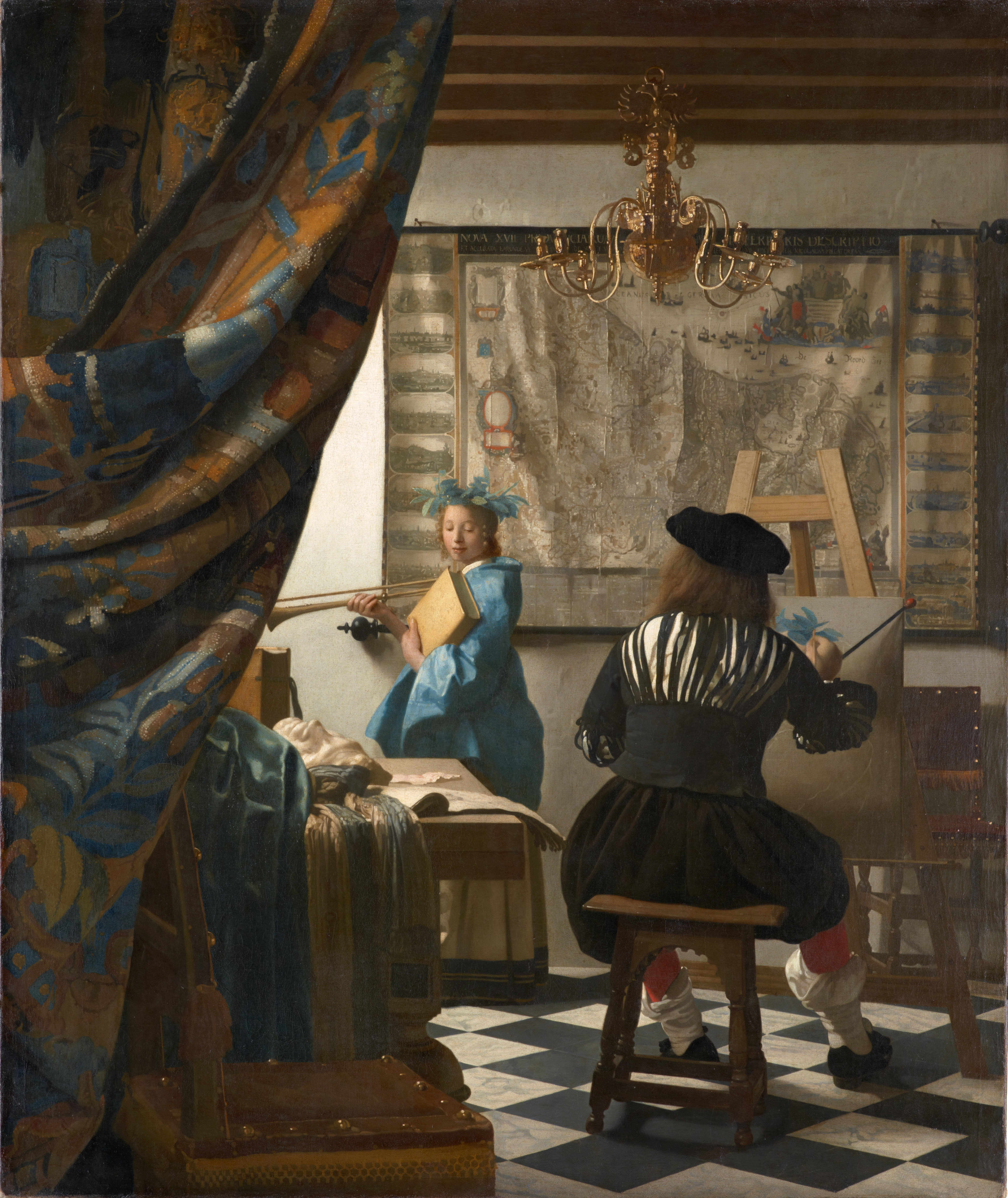
ヨハネス・フェルメール『絵画芸術』 (1666年ごろ)、美術史美術館、ウィーン

当時の絵画に典型的な白と黒のタイルの床により、デ・ホーホは室内空間のイリュージョンを創り出している。 タイルの線と大きさで、鑑賞者は登場人物、家具、壁、窓が鑑賞者と、あるいは相互にどのような位置関係にあるか理解できる。画面の絵具は年月とともに薄れ、透明になっているが、画家が最初に床を描き、後に人物を描き加えたことがわかる。現在、召使のスカートや横顔を見せる男の衣服からタイルが透けて見えるのである。デ・ホーホはまず明確に規定された室内空間を構築した後で、人物の適切な配置についていろいろと試行錯誤を重なる習慣を持っていたらしい。そうした制作傾向は「人形の家」の遊びに譬えられる。
技法的には、デ・ホーホの新たな傾向を示すこのような室内画がフェルメールに及ぼした影響は計り知れない。窓からの距離によって徐々に陰影の度合いを変える白壁、そこに掛けられた地図、白黒の市松模様の大理石の床などは、まもなくヨハネス・フェルメールの室内画にも登場することになるモティーフである。